# Porfirij Czanczibadze
Porfirij Gieorgijewicz Czanczibadze (ros. Порфи́рий Гео́ргиевич Чанчиба́дзе, gruz. პორფილე ჩანჩიბაძე, Porpile Czanczibadze ur. 13 listopada?/26 listopada 1901 w Ozurgeti, zm. 14 marca 1950 w Moskwie) – radziecki dowódca wojskowy, generał pułkownik, Bohater Związku Radzieckiego (1945).

## Życiorys
Ukończył męskie gimnazjum, w październiku 1921 wstąpił do Armii Czerwonej, 1922 ukończył Gruzińską Zjednoczoną Wojskową Szkołę Czerwonych Dowódców w Tbilisi, służył w 2 Gruzińskim pułku piechoty 1 Gruzińskiej Dywizji Piechoty jako dowódca plutonu, a od sierpnia  1924 jako dowódca kompanii. W 1927 skończył kursy doskonalenia kadry dowódczej w Taszkencie, we wrześniu 1927 został pomocnikiem szefa sztabu 2 Gruzińskiego pułku piechoty, od 1930 należał do WKP(b), od października 1930 do kwietnia 1932 był pomocnikiem szefa sztabu 9 Kołchozowego pułku piechoty 3 Kołchozowej Dywizji Piechoty. W 1922 brał udział w likwidacji powstania w Chewsuretii, w listopadzie-grudniu 1924 w likwidacji antykomunistycznego powstania w Swanetii, a w marcu 1929 w likwidacji ruchu powstańczego w Adżarii, od kwietnia do lipca 1929 dowodził batalionem. W lipcu 1932 został dowódcą batalionu 69 Dywizji Piechoty 18 Korpusu Piechoty ODKWA, potem p.o. dowódcy 206 pułku piechoty i dowódcą 207 pułku piechoty, 1940 ukończył kursy przy Akademii Wojskowej im. Frunzego i kursy „Wystrieł”, w lipcu 1940 został dowódcą 120 pułku piechoty na Dalekim Wschodzie. Od 23 lipca 1941 brał udział w walkach na Froncie Zachodnim, 31 sierpnia 1941 został dowódcą 107 Dywizji 30 Armii Frontu Zachodniego/Kalinińskiego, uczestniczył m.in. w walkach pod Klinem, od listopada 1942 do 4 czerwca 1944 dowodził 13 Korpusem Piechoty Gwardii 2 Gwardyjskiej Armii, brał udział w operacji rostowskiej, donbaskiej, melitopolskiej i krymskiej, w tym w wyzwoleniu Nowoczerkaska, Iłowajska, Stalino (Doniecka), Wielkiego Tokmaku i Sewastopola. Od 4 czerwca 1944 do końca wojny dowodził 2 Gwardyjską Armią w składzie 2 Frontu Nadbałtyckiego i 3 Białoruskiego, uczestniczył m.in. w operacji białoruskiej i wschodniopruskiej. 24 czerwca 1945 wziął udział w Paradzie Zwycięstwa na Placu Czerwonym w Moskwie, we wrześniu 1945 po rozformowaniu 2 Gwardyjskiej Armii pozostawał w dyspozycji Głównego Zarządu Kadr Ludowego Komisariatu Obrony ZSRR, od marca 1946 do czerwca 1948 dowodził 11 Korpusem Piechoty w Moskiewskim Okręgu Wojskowym, 1948 ukończył Wyższe Kursy Akademickie przy Wyższej Akademii Wojskowej im. Woroszyłowa, od czerwca 1948 dowodził 13 Gwardyjskim Korpusem Piechoty w Gorkowskim Okręgu Wojskowym. Był deputowanym do Rady Najwyższej ZSRR 2 kadencji (1946-1950). Został pochowany na Cmentarzu Nowodziewiczym. Jego imieniem nazwano ulicę w Tbilisi.

## Awanse
- generał major (13 maja 1942)
- generał porucznik (25 września 1943)
- generał pułkownik (2 lipca 1945)

## Odznaczenia
- Złota Gwiazda Bohatera Związku Radzieckiego (19 kwietnia 1945)
- Order Lenina (dwukrotnie)
- Order Czerwonego Sztandaru (trzykrotnie - 1936, 2 stycznia 1942 i 3 listopada 1944)
- Order Suworowa I klasy (16 maja 1944)
- Order Suworowa II klasy (14 lutego 1943)
- Order Kutuzowa II klasy (17 września 1943)
- Order Bohdana Chmielnickiego II klasy (19 marca 1943)
- Order Czerwonej Gwiazdy (1942)
- Medal „Za obronę Stalingradu”

I medale.